# Newburgh (Fife)
Pour les articles homonymes, voir Newburgh.
Newburgh est une ville située dans le Fife, en Écosse. En 2020 la population de Newburgh est estimée à 2 110 habitants.